# The Prime Time Players
Os Prime Time Players foi uma dupla (tag team) de luta profissional constituída por Titus O'Neil e Darren Young que lutou na WWE, onde foram por uma vez campeões de duplas.

## História

### WWE (2012–2016)

#### NXT Redemption (2012)
Titus O'Neil formou uma aliança com seu antigo inimigo Darren Young para derrotar Percy Watson e Alex Riley nos episódios de NXT Redemption de 1 e 19 de fevereiro. O'Neil também derrotou Riley individualmente no NXT Redemption de 27 de fevereiro.
 O'Neil e Young começaram uma rivalidade com os Usos.

#### SmackDown (2012–2013)

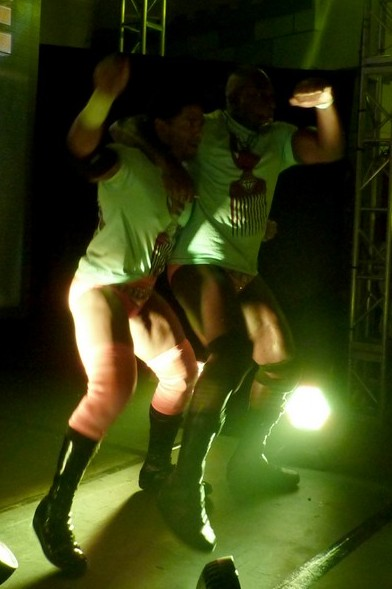
Os Prime Time Players em novembro de 2013.

No NXT Redemption de 18 de abril, O'Neil e Darren Young foram transferidos para o SmackDown. A dupla estreou no programa em 20 de abril, derrotando os Usos. Eles começaram uma série de vitórias ao derrotar times como os de Ezekiel Jackson e Yoshi Tatsu, e Santino Marella e Zack Ryder. Eles foram derrotados pela primeira vez em 18 de maio, perdendo para Kofi Kingston e R-Truth. Em 1 de junho, eles anunciaram que o nome da dupla seria Prime Time Players.
No No Way Out, Prime Time Players derrotaram The Usos, Tyson Kidd & Justin Gabriel e Primo e Epico após interferência de A.W., tornando-se os desafiante pelo WWE Tag Team Championship e ganhando A.W., que traiu Epico e Primo, como manager. Após a luta, os três atacaram Epico e Primo. No Money in the Bank, Prime Time Players foram derrotados por Primo e Epico. No Raw do dia seguinte, Young e O'Neil tiveram uma luta pelo WWE Tag Team Championship, mas foram derrotados por Kofi Kingston e R-Truth. Em 10 de agosto, A.W. foi demitido da WWE. No SummerSlam, Young e O'Neil foram novamente derrotados por Kingston e Truth. No SmackDown de 7 de setembro, Prime Time Players derrotaram os Usos e Epico & Primo, tornando-se novamente os desafiante pelo WWE Tag Team Championship. No Raw de 10 de agosto, Kane e Daniel Bryan derrotaram os Prime Time Players, tornando-se desafiantes. No Night of Champions, Young e O'Neil participaram de uma battle royal, mas foram derrotados. Na noite seguinte, os dois atacaram Sin Cara e Rey Mysterio. Os Prime Time Players participaram de um torneio para decidir os desafiantes pelo WWE Tag Team Championship no Hell in a Cell. Nas semifinais, eles derrotaram Kingston e R-Truth. Eles foram eliminados do torneio na rodada seguinte, por Sin Cara e Rey Mysterio. No Hell in a Cell, Young e O'Neil foram novamente derrotados por Cara e Mysterio. No Survivor Series, Young e O'Neil fizeram parte de um time em uma luta de eliminação. O'Neil foi o terceiro eliminado do combate e Young, o último do time.

#### Mocinhos e separação (2013–2014)
Em uma entrevista em 15 de agosto de 2013, Young assumiu sua homossexualidade na vida real. No Raw de 19 de agosto, a dupla se tornou mocinha. No pré-show do Night of Champions, os Prime Time Players venceram uma Tag Team Turmoil ao eliminar os Real Americans (Antonio Cesaro e Jack Swagger). Mais tarde, eles foram derrotados pelos campeões Seth Rollins e Roman Reigns.
No SmackDown de 31 de janeiro de 2014, após Young perder a luta para a dupla contra Rybaxel (Ryback e Curtis Axel), O'Neil o atacou, se tornando um vilão e acabando com a dupla. No Elimination Chamber, O'Neil derrotou Young.

#### Retorno e campeões de duplas (2015–2016)

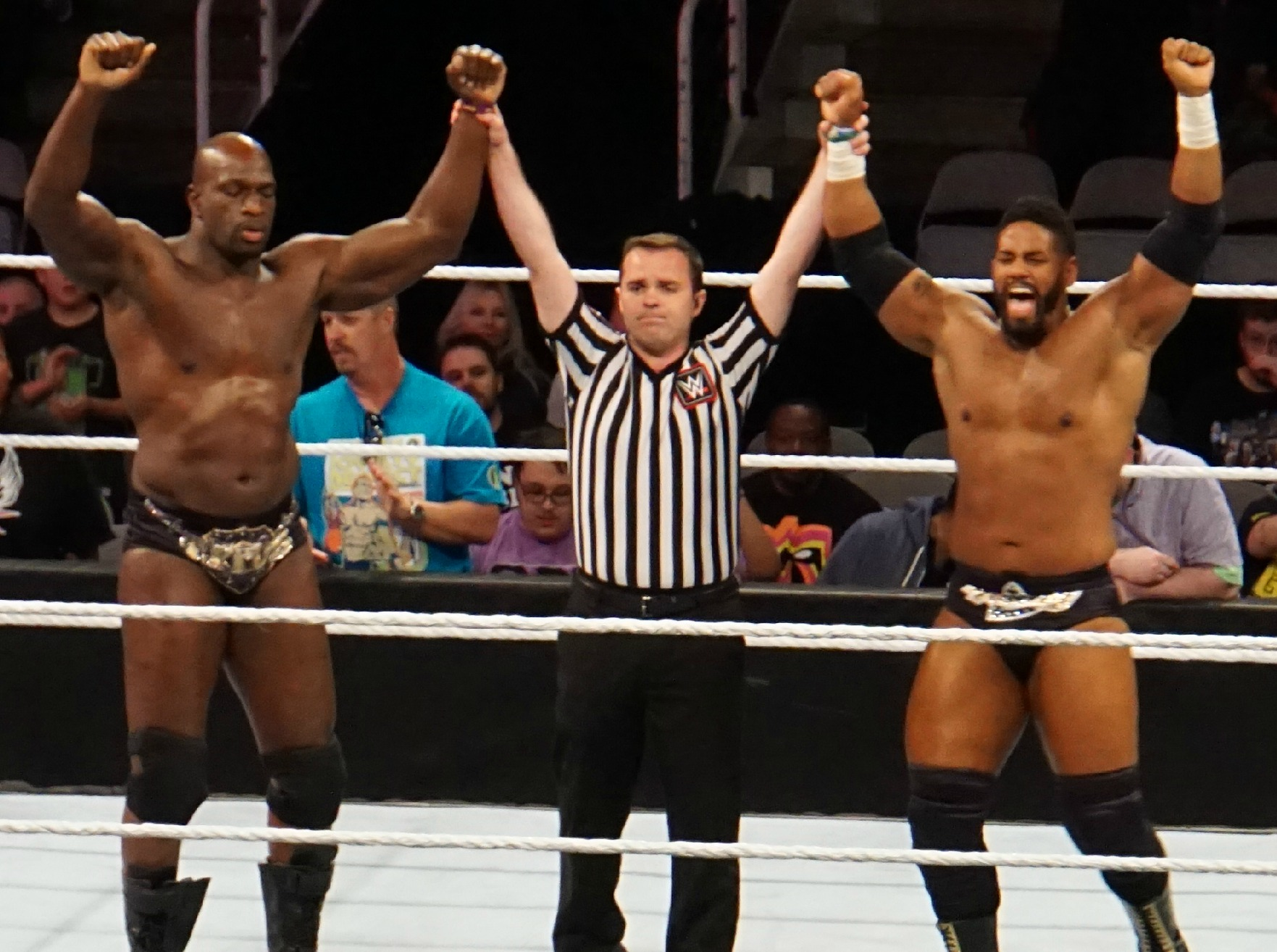
O'Neil (esquerda) e Young (direita) pouco tempo depois de se reunirem novamente, em março de 2015.

No Raw do dia 16 de fevereiro, Titus salvou Darren Young de um ataque da Ascension. Na semana seguinte estavam juntos novamente e venceram a Ascension. Depois disso fizeram várias paródias de outras duplas. Participaram da luta valendo a WWE Tag Team Championship no Elimination Chamber em uma luta homônima, sendo eliminados pelos eventuais vencedores The New Day (Big E, Kofi Kingston e Xavier Woods). Entretanto, Young e O'Neil derrotaram Big E e Woods no Money in the Bank para conquistar o WWE Tag Team Championship pela primeira vez na carreira. A New Day recebeu sua revanche no Battleground, mas os Prime Time Players conseguiram manter os títulos. No SummerSlam, entretanto, a New Day derrotou os Prime Time Players em uma luta de quatro duplas, que envolveu também os Los Matadores (Diego e Fernando) e os Lucha Dragons (Kalisto e Sin Cara).
Após a suspensão da O'Neil em fevereiro de 2016, ele e Young voltaram as competições individuais. O'Neil começou uma rivalidade com Rusev, enquanto Young começou uma história com Bob Backlund.

## No wrestling
- Movimentos de finalização em dupla
  - Ghetto Blaster[26] (Combinação de backbreaker hold (O'Neil) e diving elbow drop (Young))[27]
- Movimentos de dupla secundários
  - O'Neil aplica um suplex frontal em Young no oponente[1]
- Movimentos de finalização de O'Neil
  - Clash of the Titus[28] (Lifting sitout spinebuster)[29][30]
- Movimentos de finalização de Young
  - Gut Check[31] (Fireman's carry double knee gutbuster)[32] – 2011–presente
- Managers
  - A.W.
- Alcunhas
  - "The Big/Real Deal"[33] (O'Neil)
  - "Mr. No Days Off"[34][35] (Young)
- Temas de entrada
  - "Move (Get It In)" por Woo Child[36] (1 de fevereiro de 2013 – 3 de dezembro de 2012)
  - "Making Moves" por Sugar Tongue Slim (3 de dezembro de 2012 – 31 de janeiro de 2014; 16 de fevereiro de 2015–8 de fevereiro de 2016)[37]

## Campeonatos e prêmios
- WWE
  - WWE Tag Team Championship (1 vez)